# BMP-3
BMP-3 je borbeno vozilo pješaštva ruske vojske. BMP-3 je posljednji model relativno uspješne porodice sovjetsko-ruskih borbenih vozila pješaštva. BMP je skraćenica koja na ruskom znači Bojevaja Mašina Pehoti (Боевая Машина Пехоты) što na hrvatskom znači "Borbeno vozilo pješaštva".

## Razvoj
Razvoj BMP-3 je započeo 1980. godine u ruskoj tvornici Kurganmašzavod u zapadnom Sibiru. Naoružanje za BMP-3 je razvijala tvrtka Instrument Design Bureau iz Tule. Prvi prototip dovršen 1986. a prva vozila u operativnu upotrebu ulaze tijekom 1989. godine. Svjetska je javnost prvi put vidjela BMP-3 na vojnoj paradi na Crvenom trgu 1990. godine. Rusija je imala probleme u financiranju pa je napravljen manji broj BMP-3 nego što je predviđeno. Situaciju je spasio veliki broj izvezenih vozila. Koncepcijski gledano BMP-3 je oklopno vozilo relativno male mase i velike vatrene moći. Najveći nedostatak mu je postavljanje motora u stražnji dio vozila što znatno otežava ulazak i izlazak iz vozila. Najveća prednost pred zapadnim BVP-ima su mu niska cijena, jednostavna konstrukcija i lako održavanje.

## Naoružanje
BMP-3 je borbeno vozilo pješaštva koji ima kao glavno oružje 100 mm top 2A70, koji je najveći top na bilo kojem drugom borbenom vozilu pješaštva (BVP) na svijetu. Punjenje topa obavlja se uz pomoć automatskog punjača s 22 granate, a još 18 granata je smješteno u tijelu vozila. Iz topa se ispaljuje visokoeksplozivna frangmentarna granata 30F32 početne brzine od 250m/s i ima domet 4000 metara. Brzina paljbe je 10 granata u minuti. Za borbu protiv tenkova rabi se vođena raketa 9M117 Bastion (NATO: AT.10 Stabber) Raketa ima najveći domet 5500 metara i probija homogeni čelični oklop debljine od 650 mm. Svaki BMP-3 nosi osam raketa Bastion koje se pune u top ručno.Za vođenje se upotrebljava laserski odašiljač postavljen na vrhu topa. Vođenje ja poluautomatsko, što znači da topnik mora držati ciljnik na meti, a sustav vođenja će sam navesti raketu na cilj. Raketa se može ispaliti i kad je vozilo u pokretu. 
Desno od topa 100 mm nalazi se manji top 2A17 30 mm, brzine paljbe od 350 do 390 granata u minuti. Domet mu je 2000 metara za gađanje zemaljskih ciljeva i 4000 metara za gađanje helikoptera i niskoletećih aviona. Top rabi četiri vrste granata. Visokoeksplozivna (HE-I) i visokoeksplozivna obilježavajuća (HE-T) rabe se protiv neoklopljenih i zračnih ciljeva. Za uništavanje oklopljenih ciljeva rabe se protuoklopne obilježavajuće granate (AP-T) i protuoklopne granate (APDS). Borbeni komplet za 30 mm top iznosi 500 granata. U kupoli je još spregnuta 7,62 mm strojnica. 
Kao dodatno naoružanje s prednje lijeve i desne strane tijela nalaze se dvije lake strojnice 7,62 mm. Te strojnice služe kao potpora pješaštvu i dodatno naoružanje prilikom probijanje neprijateljskih linija. Njima upravljaju dva člana vojnog desanta. 

## Oklop
Konstrukcija kućišta i kupole izrađeni su od aluminija i ne postoje precizniji podaci o samoj konstrukciji. Smatra se da je razina oklopne zaštite nešto niža od one na zapadnim vozilima. Oklop BMP-3 ne može zaštititi posadu od protuoklopnih raketa. Zato su Ujedinjeni Arapski Emirati svoje BMP-3 opremili dodatnim eksplozivno-reaktivnim oklopom (ERA). Težina novog oklopa je 2 tone. Kako bi se vozač zaštitio od protuoklopnih mina njegovo je mjesto postavljeno u sredini vozila. 

## Pokretljivost
Na BMP-3 Rusi su odlučili postaviti motor straga. Razlog takve odluke je bilo iskustvo iz prijašnjih ratova u kojima je BMP bio pogođen u prednji dio i motor je otkazivao. Bez motora BMP je bio laka meta raketa i poginuli bi svi članovi posade. S motorom straga, rusi vjeruju da će se nakon pogotka u prednji dio vozilo moći povući s bojišta i zaštititi posadu od pogibije. Razina pokretljivosti BMP-3 je odlična što se pokazalo prilikom testiranja u pustinjskim uvjetima. Kolona BMP-3 vozila trebala je pratiti terenski automobil Toyota Rover koji se kretao po pješčanim brežuljcima. Vozila su trebala vozit maksimalnom brzinom i vozila su tjerana do krajnjih granica na temperaturi od 60 stupnjeva celzija. Sva su vozila na iznenađenje Emiraćana i radost Rusa uspješno prošla sedmosatno testiranje najteže terenske vožnje. Isti teren nije uspio proći američki Bradley.  
BMP-3 ima ugrađen izdržljiv Dieselov motor UTD-29M snage 500 KS. To je dovoljno za specifičnu snagu od 26,7 KS/t i maksimalnu brzinu od 70 km/h. BMP-3 ima i amfibijska svojstva. Za kretanje u vodi rabi dvije mlaznice na zadnjem dijelu vozila i daju mu maksimalnu brzinu od 10 km/h.

## Inačice

### Rusija
- BMP-3 – osnovni model
- BMP-3M – nadograđena verzija BMP-3. Ima novu kupolu i novi motor. Ima moderniji sustav za upravljanjem paljbom (SUP) s digitalnim balističkim računalom, novu termoviziju i novi periskop za zapovjednika. Dodan je pasivni oklop koji štiti od 12.7 mm strojnice na udaljenosti od 50 metara. Postoji mogućnost postavljanja i eksplozivno-reaktivnog oklopa. Ugrađen je novi motor UTD-32 koji ima 660 ks. Postoji više verzija BMP-3M koji su opremljeni s dodatnim oklopom, imaju i „Arena-E“ ili „Štora-1“ sustav aktivne zaštite, klima uređaj itd.
- BMP-3K – Zapovjedna varijanta BMP-3 vozila. Ova verzija je opremljena radiovezom R-173, AB-1 APU, navigacijskim uređajem TNA-4-6 itd. Članovi: 3+3
- BMP-3F – specijalna izvedba za marince. Ima poboljšanu plovnost.
- BRM-3K – verzija namijenjena izviđanju. Naoružan je s 30 mm topom i suspregnutom 7.62 mm strojnicom. Težina vozila je 19 tona.
- BREM-L „Beglianka“ – oklopno vozilo za popravak opremljeno s dizalicom i vitlom.
- 9P157 „Krizantema-S“ – protutenkovska inačica s a dvije nadzvučne 9M123 „Khrizantema“-S (AT-15) rakete
- 9P157 „Kornet-T“ – protutenkovska verzija s 9M133 Kornet (AT-14) raketnim sustavom
- 2S31 Vena – verzija topničke podrške s 120 mm topom
- DZM „Vostorg-2“ – borilačko inženjerijsko vozilo
- UR-93 – sustav za razminiranje. Prototip
- KhTM – trener vozilo
- Hermes – vozilo namijenjeno protuzračnoj obrani s raketama i radarskim sustavom. Prototip

### Kina
- ZBD97 – kineska verzija. Uključuje vozilo za potporu pješaštvu s 120 mm topom, inženjerijsko vozilo itd.

## Korisnici
- Azerbajdžan - 4
- Cipar - 43
- Grčka – 420 BMP-3M
- Indonezija – 20 BMP-2F
- Južna Koreja - 70
- Kuvajt – 110
- Rusija - 1400
- Ujedinjeni Arapski Emirati - 598
- Ukrajina - 4
- Venezuela – moguća kupnja od Rusije

## Bivši korisnici
- SSSR

## Unutarnje poveznice
- BMP-1 - BMP-2
- 2S25 Sprut-SD

## Vanjske poveznice
- Technical Data Sheet and pictures BMP-3 from ArmyRecognition.com
- Kurganmashzavod  Arhivirana inačica izvorne stranice od 18. siječnja 2006. (Wayback Machine) stranica prizvođača.
- BMP-3  Arhivirana inačica izvorne stranice od 2. listopada 2008. (Wayback Machine)
- BMP-3 fas.org
- Detailed description of BMP-3  Arhivirana inačica izvorne stranice od 7. studenoga 2008. (Wayback Machine) na Ruskom
- Video presentation of BMP-3 vido prezantacija vojne vježbe